# Aljezur
Aljezur ou  Algezur é uma vila portuguesa pertencente ao Distrito de Faro, sub-região (NUT III) da região (NUT II) do Algarve.
A vila é sede do Município de Aljezur que tem 323,50 km² de área e 6161 habitantes (censo de 2021), subdividido em 4 freguesias.
O município é limitado a norte pelo Município de Odemira, a leste pelo de Monchique, a sueste por Lagos, a sudoeste por Vila do Bispo e a oeste tem uma extensa costa no oceano Atlântico. O limite noroeste, com o Município de Odemira, é marcado pela Ribeira de Seixe. O litoral do município faz parte do Parque Natural do Sudoeste Alentejano e Costa Vicentina.
Dom Dinis concedeu a Aljezur foral em 1280.

## História

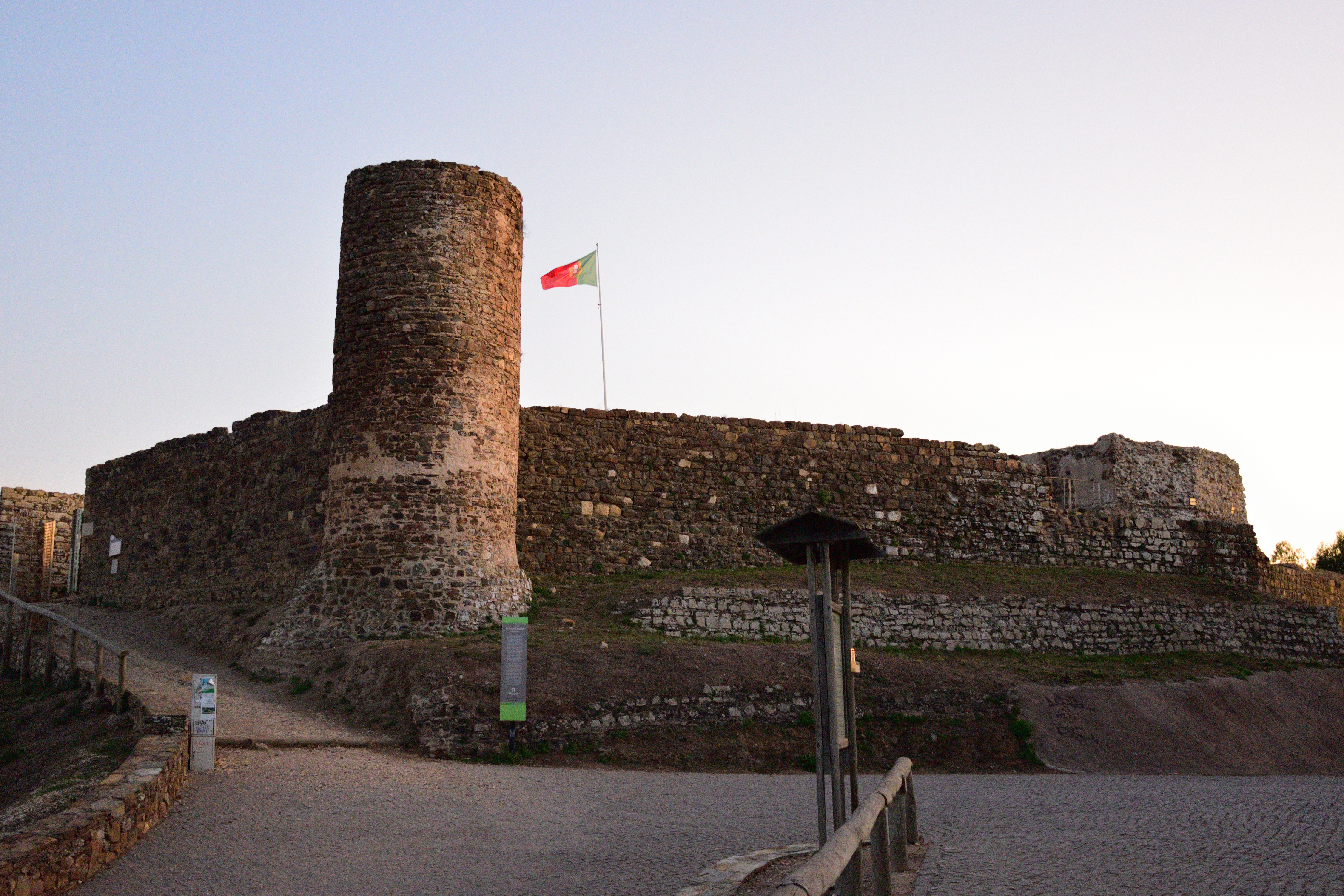
Castelo de Aljezur

Aljezur é uma terra de origens remotas, cuja antiguidade é atestada pelos muitos vestígios arqueológicos que têm sido encontrados. O seu território é habitado desde os tempos pré-históricos.
Aljezur foi fundado no século X pelos árabes que aqui permaneceram durante cinco séculos até à conquista cristã e aqui deixaram importantes marcas tais como o castelo, a sua cisterna, a toponímia, como muitas lendas e histórias populares.
No século XIII, no reinado de Afonso III, Aljezur foi definitivamente tomada aos mouros por Paio Peres Correia. Aljezur passa a ter foral a partir de 12 de Novembro de 1280, concedido pelo Rei D. Dinis.
Em 1 de Junho de 1504, D. Manuel reformou a Carta Diplomática de D. Dinis, concedendo à vila o título de "Nobre e Honrada".
Em 1755 Aljezur foi profundamente devastada por um terramoto. O Bispo D. Francisco Gomes do Avelar mandou construir a Igreja da Nossa Senhora D'Alva em local fronteiro à vila para que os habitantes se transferissem para aquele local e para ali crescer um novo aglomerado populacional, passando a se chamar a Igreja Nova.
Já no séc XX,nos anos 50 deram se aquí as Aparições do Sagrado Coração de Jesus a um menino da Vila.

## Freguesias

Freguesias do município de Aljezur

O município de Aljezur está dividido em 4 freguesias:
| Freguesia | Residentes (2011) | Residentes (2021) |
| --------- | ----------------- | ----------------- |
| Aljezur   | 3365              | 3456              |
| Bordeira  | 432               | 368               |
| Odeceixe  | 961               | 1058              |
| Rogil     | 1126              | 1164              |
| Total     | 5884              | 6046              |

## Demografia
|De acordo com os dados do INE o distrito de Faro registou em 2021 um acréscimo populacional na ordem dos 3.7% relativamente aos resultados do censo de 2011. No concelho de Aljezur esse acréscimo rondou os 2.7%. 
★ Número de habitantes "residentes", ou seja, que tinham a residência oficial neste município à data em que os censos se realizaram.	
| Número de habitantes por Grupo Etário ★★ | Número de habitantes por Grupo Etário ★★ | Número de habitantes por Grupo Etário ★★ | Número de habitantes por Grupo Etário ★★ | Número de habitantes por Grupo Etário ★★ | Número de habitantes por Grupo Etário ★★ | Número de habitantes por Grupo Etário ★★ | Número de habitantes por Grupo Etário ★★ | Número de habitantes por Grupo Etário ★★ | Número de habitantes por Grupo Etário ★★ | Número de habitantes por Grupo Etário ★★ | Número de habitantes por Grupo Etário ★★ | Número de habitantes por Grupo Etário ★★ | Número de habitantes por Grupo Etário ★★ |
| ---------------------------------------- | ---------------------------------------- | ---------------------------------------- | ---------------------------------------- | ---------------------------------------- | ---------------------------------------- | ---------------------------------------- | ---------------------------------------- | ---------------------------------------- | ---------------------------------------- | ---------------------------------------- | ---------------------------------------- | ---------------------------------------- | ---------------------------------------- |
|                                          | 1900                                     | 1911                                     | 1920                                     | 1930                                     | 1940                                     | 1950                                     | 1960                                     | 1970                                     | 1981                                     | 1991                                     | 2001                                     | 2011                                     | 2021                                     |
| 0-14 Anos                                | 1 789                                    | 2 142                                    | 2 279                                    | 2 251                                    | 2 719                                    | 2 266                                    | 1 844                                    | 1 245                                    | 753                                      | 679                                      | 625                                      | 668                                      | 774                                      |
| 15-24 Anos                               | 939                                      | 897                                      | 1 093                                    | 1 269                                    | 1 338                                    | 1 491                                    | 1 337                                    | 725                                      | 534                                      | 522                                      | 502                                      | 460                                      | 481                                      |
| 25-64 Anos                               | 2 160                                    | 2 292                                    | 2 362                                    | 2 802                                    | 3 281                                    | 3 691                                    | 4 241                                    | 3 395                                    | 2 661                                    | 2 537                                    | 2 627                                    | 3 056                                    | 3 164                                    |
| = ou > 65 Anos                           | 175                                      | 320                                      | 373                                      | 335                                      | 496                                      | 627                                      | 717                                      | 965                                      | 1 111                                    | 1 268                                    | 1 534                                    | 1 700                                    | 1 626                                    |

★★ De 1900 a 1950 os dados referem-se à população "de facto", ou seja, que estava presente no município à data em que os censos se realizaram. Daí que se registem algumas diferenças relativamente à designada população residente)

## Equipamentos
Percursos pedestres
- PR1 AJZ Circuito Cultural e Ambiental de Aljezur - 4,325km; Entidade Promotora: Camara Municipal de Aljezur[7]
- PR1.1 AJZ Ribeira de Aljezur - 1,315km; Entidade Promotora: Camara Municipal de Aljezur[7]

## Património
Ver também: Lista de património edificado em Aljezur
Património não religioso
- Casa-Museu Pintor José Cercas
- Castelo de Aljezur
- Castelo de Arrifana
- Centro de Assistência Polivalente de Aljezur
- Forte da Carrapateira, incluindo a Igreja Matriz
- Mercado Municipal de Aljezur
- Moinho de Vento
- Museu Adega de Odeceixe
- Museu de Arte Sacra Monsenhor Francisco Pardal
- Museu Municipal de Aljezur - Composto pelo de Núcleo de Arqueologia e Núcleo de Etnografia
- Polo Museológico do Moinho da Arregata
- Ponte de Odeceixe
- Povoado Islâmico da Ponta do Castelo
- Ribat de Arrifana
- Sítio arqueológico da Barrada

Património religioso
- Antiga Igreja Matriz de Aljezur
- Igreja da Misericórdia de Aljezur
- Igreja Matriz de Nossa Senhora da Alva  ou Igreja Nova
- Igreja Matriz de Odeceixe

## Cultura
- Museu do Mar e da Terra da Carrapateira

## Praias
Com uma linha de costa muito rochosa, que por diversas vezes é interrompida por maravilhosos areais que dão nome às diversas praias. Quase todas as praias são a foz das principais ribeiras da região. Junto às praias pode-se observar as imponentes arribas , talhadas de xisto e grauvaques, de cor acentuadamente cinzenta e preta
- Praia do Amado
- Praia da Amoreira
- Praia da Arrifana
- Praia da Bordeira
- Praia da Carreagem
- Praia do Monte Clérigo
- Praia de Odeceixe
- Praia do Penedo
- Praia da Quebrada
- Praia da Samouqueira
- Praia de Vale dos Homens
- Praia de Vale Figueiras

## Política

### Eleições autárquicas[8]
| Data | %     | V     | %            | V            | %       | V       | %              | V       | %              | V      | %       | V       | %              | V   | %    | V   | %              | V  | Participação |                |
| Data | PS    | PS    | FEPU/APU/CDU | FEPU/APU/CDU | PPD/PSD | PPD/PSD | PRD            | PRD     | CDS-PP         | CDS-PP | PSD-CDS | PSD-CDS | MPT            | MPT | IND  | IND | CH             | CH | Participação |                |
| ---- | ----- | ----- | ------------ | ------------ | ------- | ------- | -------------- | ------- | -------------- | ------ | ------- | ------- | -------------- | --- | ---- | --- | -------------- | -- | ------------ | -------------- |
| Data | 1976  | 54,49 | 3            | 23,04        | 1       | 15,25   | 1              |         |                |        |         |         |                |     |      |     |                |    |              | 62,22 / 100,00 |
| 1979 | 50,96 | 3     | 26,55        | 1            | 19,13   | 1       | 71,59 / 100,00 |         |                |        |         |         |                |     |      |     |                |    |              |                |
| 1982 | 52,73 | 3     | 20,30        | 1            | 22,16   | 1       | 75,30 / 100,00 |         |                |        |         |         |                |     |      |     |                |    |              |                |
| 1985 | 50,87 | 4     | 24,11        | 1            | 11,76   | -       | 9,10           | -       | 70,88 / 100,00 |        |         |         |                |     |      |     |                |    |              |                |
| 1989 | 30,54 | 2     | 43,97        | 2            | 21,74   | 1       |                |         | 71,05 / 100,00 |        |         |         |                |     |      |     |                |    |              |                |
| 1993 | 27,59 | 1     | 46,54        | 3            | 20,17   | 1       | 1,42           | -       | 72,77 / 100,00 |        |         |         |                |     |      |     |                |    |              |                |
| 1997 | 39,96 | 2     | 44,37        | 3            | 10,03   | -       | 1,19           | -       | 66,89 / 100,00 |        |         |         |                |     |      |     |                |    |              |                |
| 2001 | 60,21 | 3     | 17,34        | 1            | 15,57   | 1       | 1,14           | -       | 67,80 / 100,00 |        |         |         |                |     |      |     |                |    |              |                |
| 2005 | 61,86 | 4     | 11,24        | -            | 19,46   | 1       | 1,16           | -       | 66,19 / 100,00 |        |         |         |                |     |      |     |                |    |              |                |
| 2009 | 66,02 | 4     | 13,20        | -            | 16,31   | 1       |                |         | 66,45 / 100,00 |        |         |         |                |     |      |     |                |    |              |                |
| 2013 | 62,82 | 4     | 14,19        | -            | 16,06   | 1       | 60,32 / 100,00 |         |                |        |         |         |                |     |      |     |                |    |              |                |
| 2017 | 58,63 | 3     | 18,73        | 1            | CDS-PP  | CDS-PP  | PPD/PSD        | PPD/PSD | 16,52          | 1      | PSD-CDS | PSD-CDS | 60,46 / 100,00 |     |      |     |                |    |              |                |
| 2021 | 44,69 | 3     | 4,16         | -            | 4,97    | -       |                |         |                |        |         |         | 41,82          | 2   | 1,36 | -   | 63,26 / 100,00 |    |              |                |

### Eleições legislativas
| Data | %     | %     | %     | %     | %     | %        | %     | %     | %    | %     | %    | %   | %       | % | %  | %  |
| Data | PS    | PCP   | PSD   | CDS   | UDP   | APU/ CDU | AD    | FRS   | PRD  | PSN   | BE   | PAN | PSD CDS | L | CH | IL |
| ---- | ----- | ----- | ----- | ----- | ----- | -------- | ----- | ----- | ---- | ----- | ---- | --- | ------- | - | -- | -- |
| 1976 | 37,64 | 23,89 | 14,13 | 3,15  | 1,62  |          |       |       |      |       |      |     |         |   |    |    |
| 1979 | 40,52 | APU   | AD    | AD    | 2,34  | 27,72    | 18,88 |       |      |       |      |     |         |   |    |    |
| 1980 | FRS   | APU   | AD    | AD    | 1,70  | 25,95    | 20,43 | 39,40 |      |       |      |     |         |   |    |    |
| 1983 | 48,02 | APU   | 12,90 | 2,47  | 0,85  | 27,44    |       |       |      |       |      |     |         |   |    |    |
| 1985 | 27,79 | APU   | 14,76 | 2,91  | 1,15  | 20,86    | 25,09 |       |      |       |      |     |         |   |    |    |
| 1987 | 31,56 | CDU   | 30,99 | 2,01  | 0,98  | 17,14    | 7,17  |       |      |       |      |     |         |   |    |    |
| 1991 | 35,29 | CDU   | 38,58 | 2,04  |       | 10,80    | 1,39  | 2,90  |      |       |      |     |         |   |    |    |
| 1995 | 56,62 | CDU   | 16,89 | 7,10  | 1,03  | 11,40    |       | 0,52  |      |       |      |     |         |   |    |    |
| 1999 | 52,01 | CDU   | 19,51 | 6,57  |       | 13,57    |       | 1,70  |      |       |      |     |         |   |    |    |
| 2002 | 49,31 | CDU   | 25,04 | 7,33  | 9,72  | 2,46     |       |       |      |       |      |     |         |   |    |    |
| 2005 | 56,42 | CDU   | 16,21 | 4,19  | 10,05 | 6,19     |       |       |      |       |      |     |         |   |    |    |
| 2009 | 35,77 | CDU   | 18,28 | 7,95  | 13,78 | 13,93    |       |       |      |       |      |     |         |   |    |    |
| 2011 | 25,03 | CDU   | 28,09 | 11,31 | 12,98 | 7,19     | 1,47  |       |      |       |      |     |         |   |    |    |
| 2015 | 37,38 | CDU   | CDS   | PSD   | 11,85 | 11,19    | 1,67  | 23,61 | 1,05 |       |      |     |         |   |    |    |
| 2019 | 41,09 | CDU   | 15,06 | 3,15  | 9,44  | 10,92    | 5,34  |       | 0,76 | 2,34  | 0,95 |     |         |   |    |    |
| 2022 | 43,38 | CDU   | 20,77 | 1,04  | 7,70  | 6,13     | 2,39  | 1,22  | 8,83 | 3,69  |      |     |         |   |    |    |
| 2024 | 27,90 | CDU   | AD    | AD    | 5,15  | 20,27    | 7,67  | 2,71  | 3,13 | 21,30 | 4,77 |     |         |   |    |    |

## Personalidades destacadas
- José Francisco Boaventura (m. 2021) - Presidente da Câmara Municipal de Vila do Bispo.
- José Cercas (1914-1992) - Pintor e coleccionador de arte
- Manuel Francisco Pardal (1896-1979) - Monsenhor da Igreja Católica

## Geminações
O município d
e
Aljezur é geminado com as seguintes cidades:
- Kürnach, Baviera, Alemanha
- Boavista, Ilha da Boa Vista, Cabo Verde

## Galeria

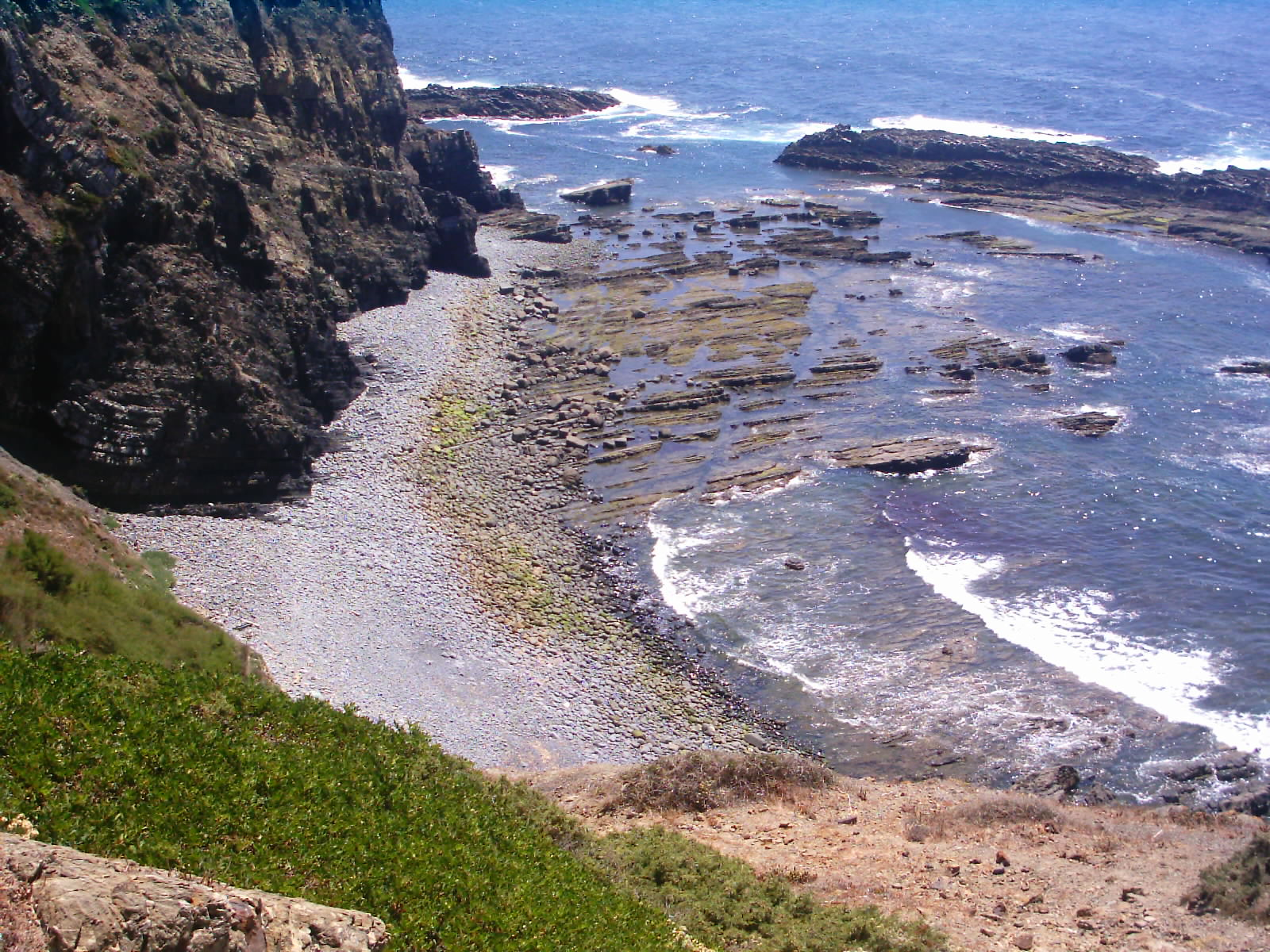
Pequena praia perto da urbanização de  Vale da Telha, Aljezur.
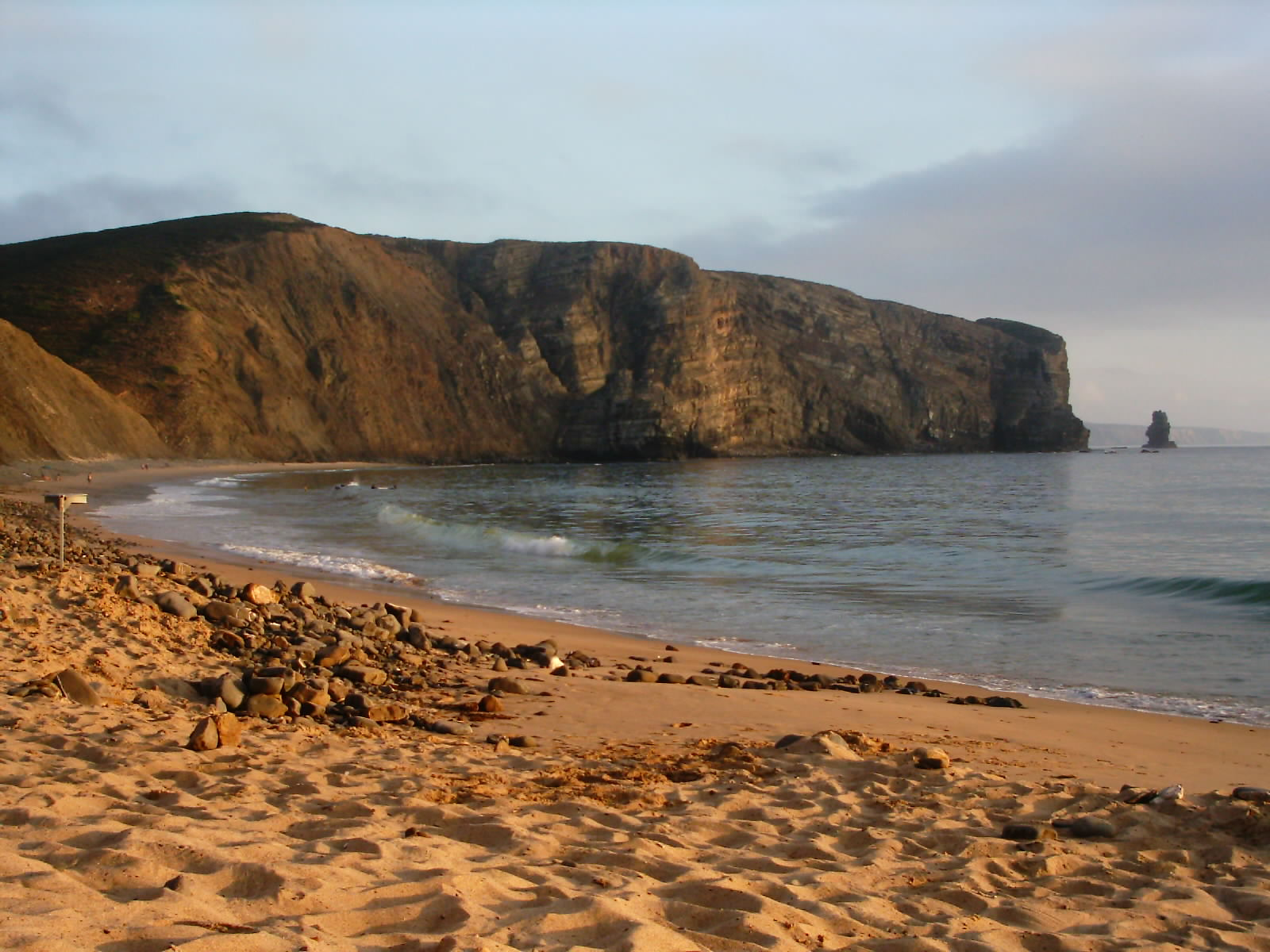
Praia da Arrifana
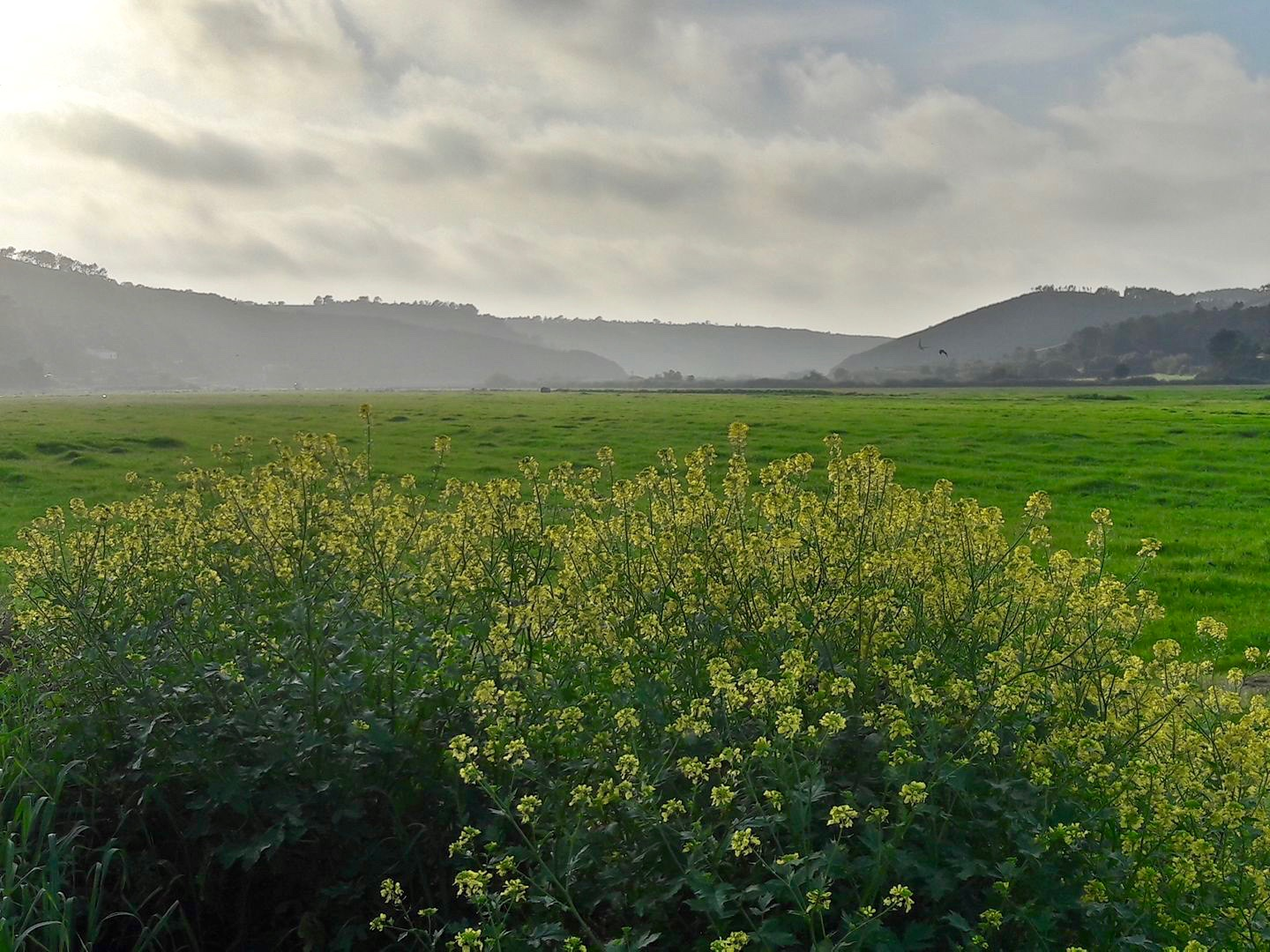
Vale da Ribeira de Seixe, na freguesia de Odeceixe
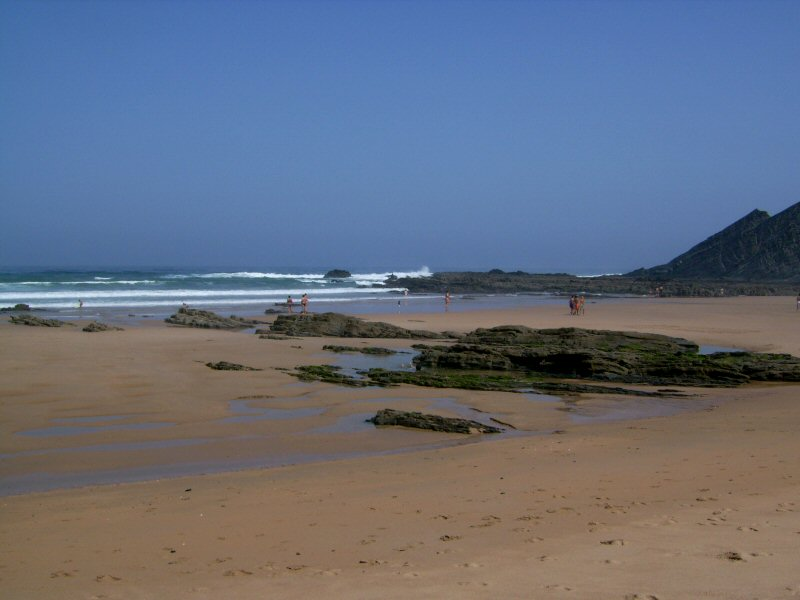
Praia da Amoreira
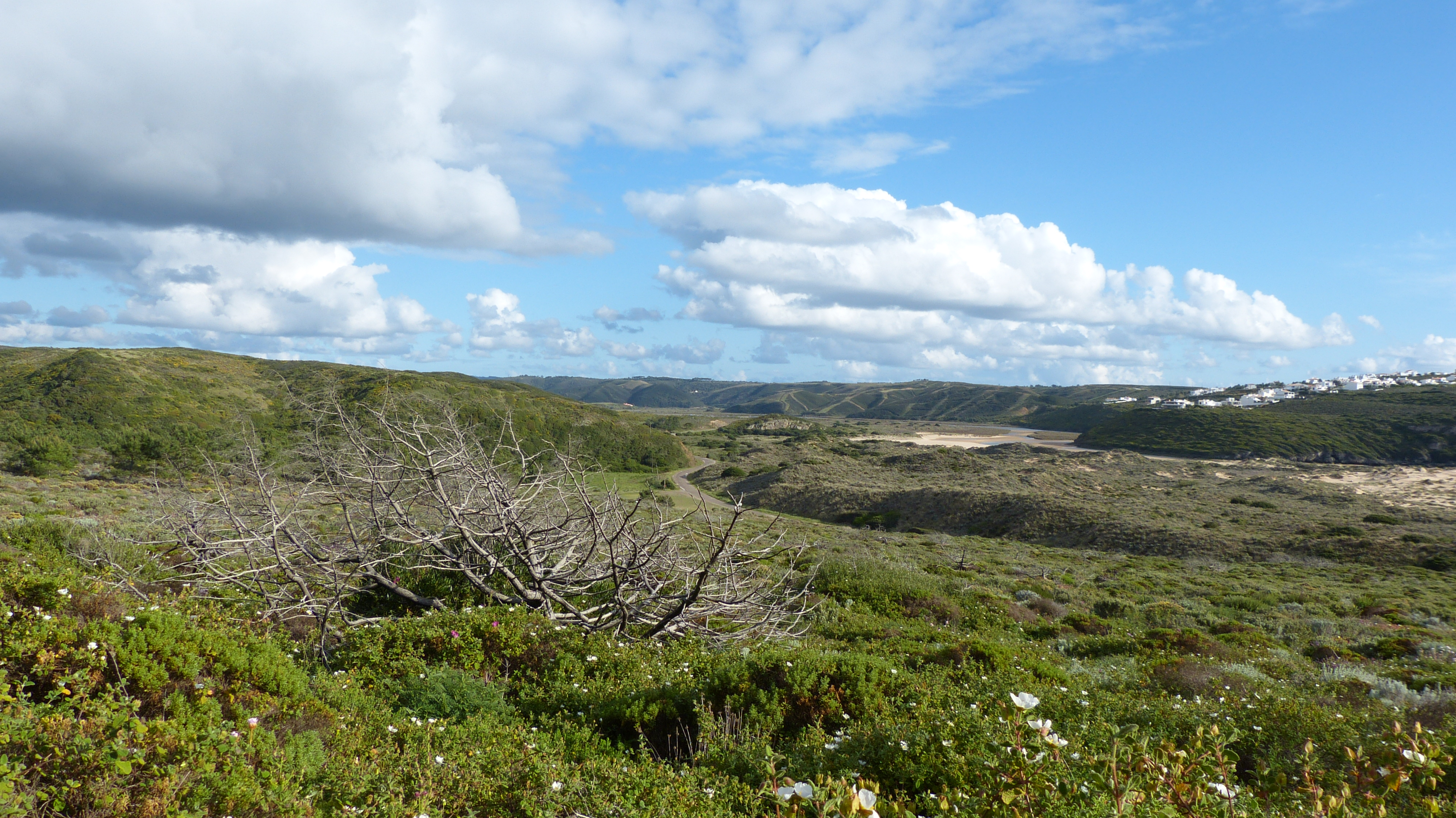
Vista de perto da Praia da Amoreira em direção Este

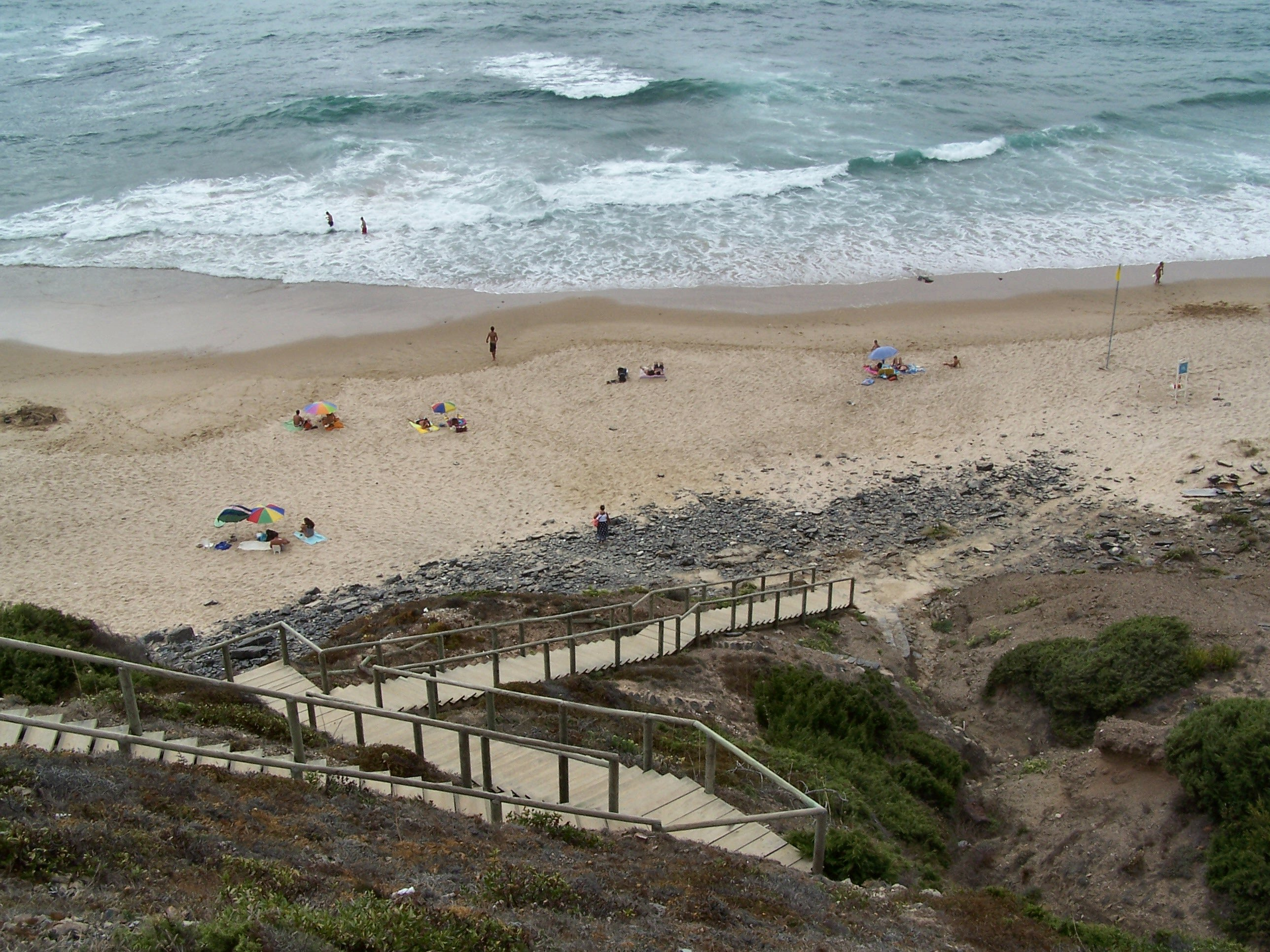
Praia Vale  dos Homens
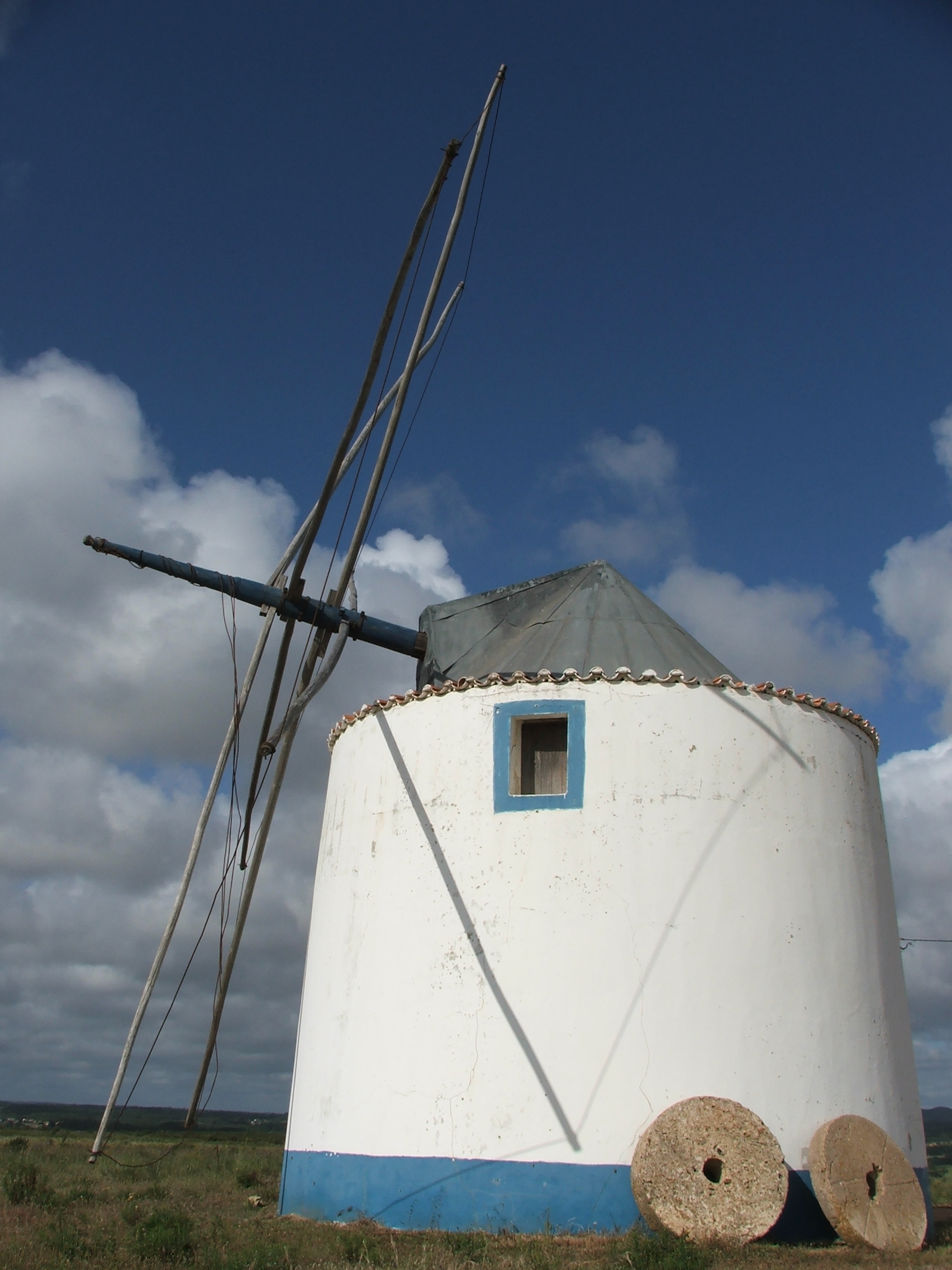
Moinho de  Arrega
- Ficheiro:Ta, Rogil
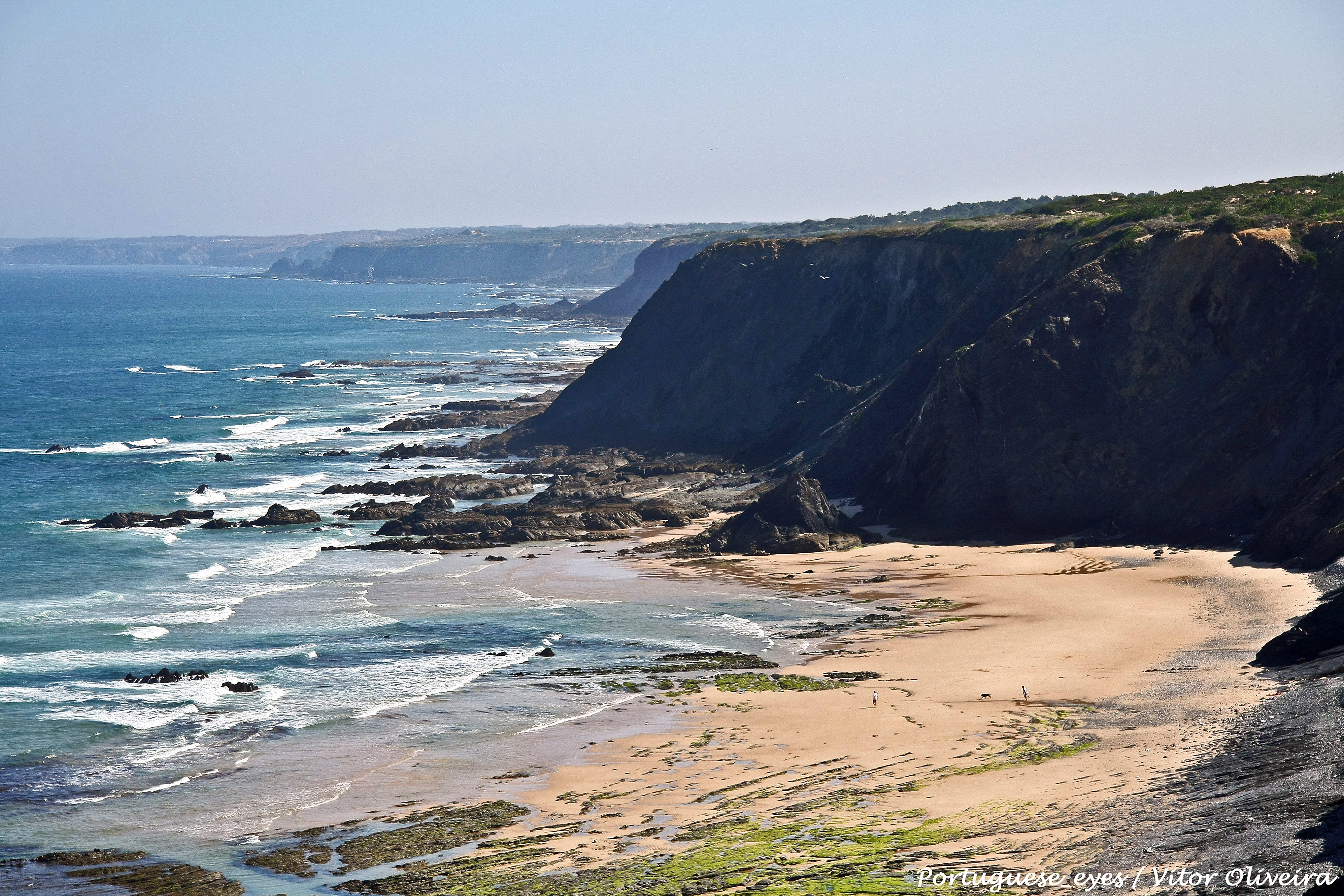
Praia de  Vale dos Homens
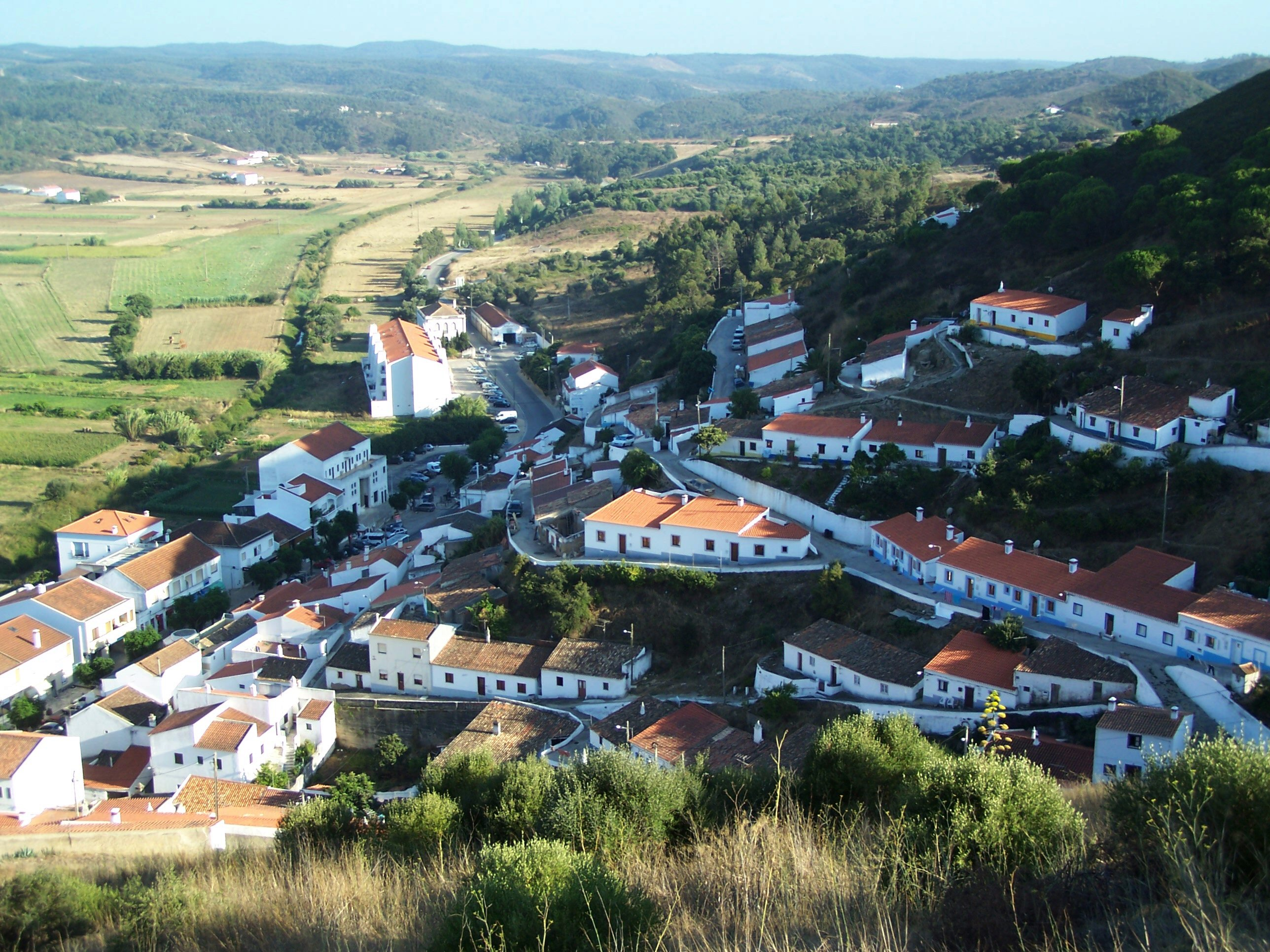
Aljezur -  Freguesia parte mais antiga
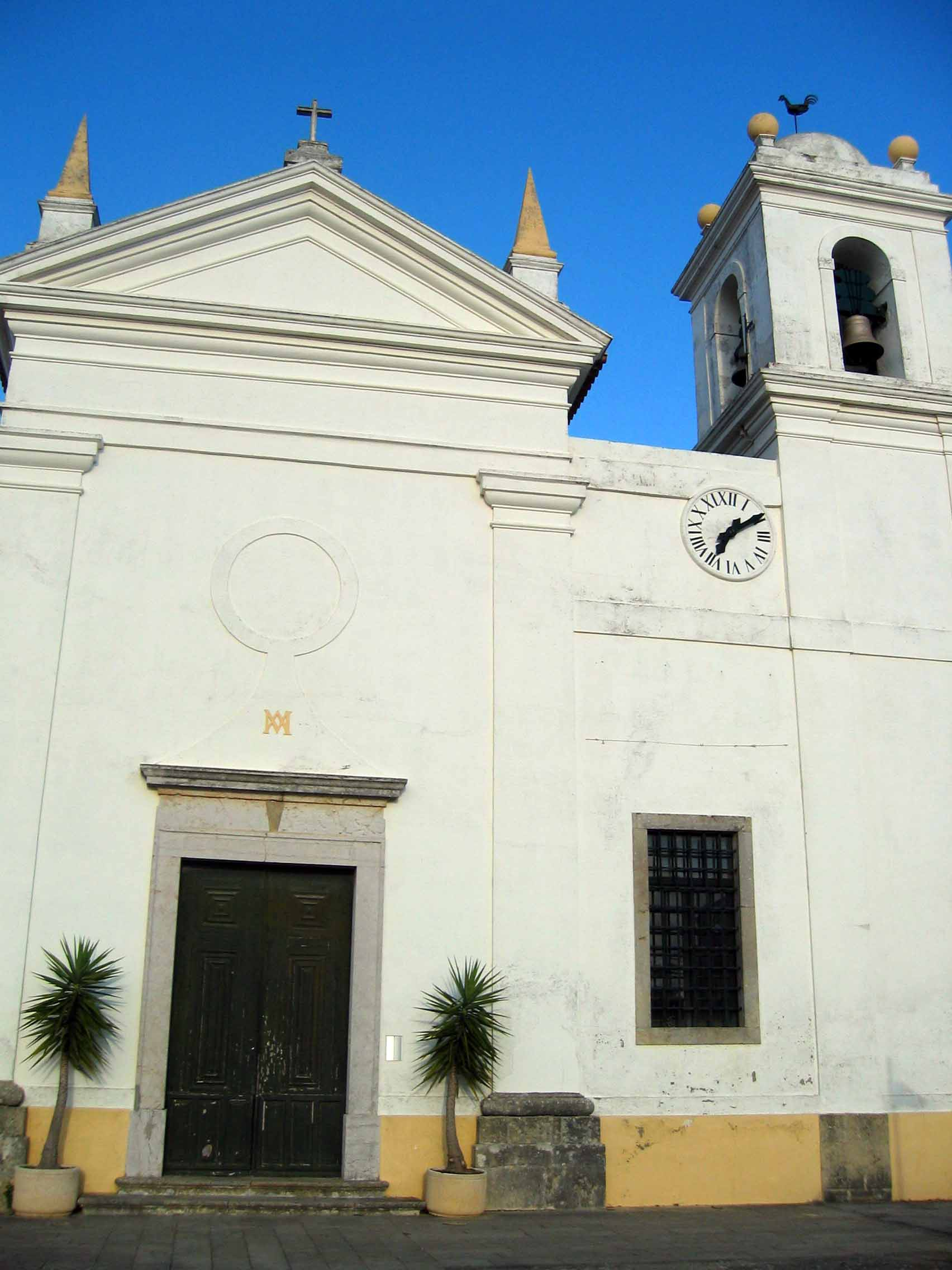
Igreja de Aljezur
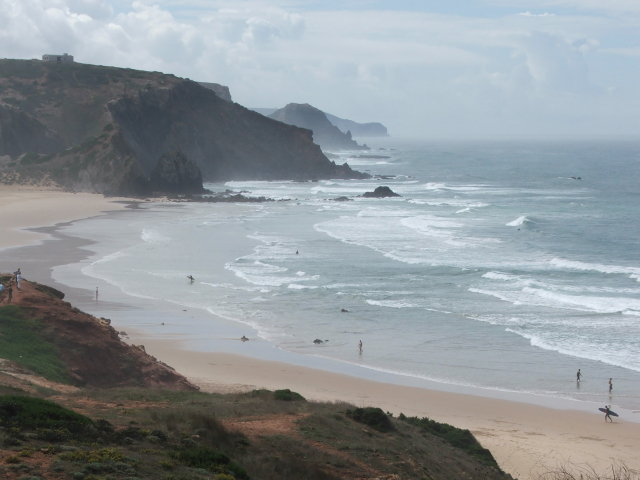
Praia do  Amado
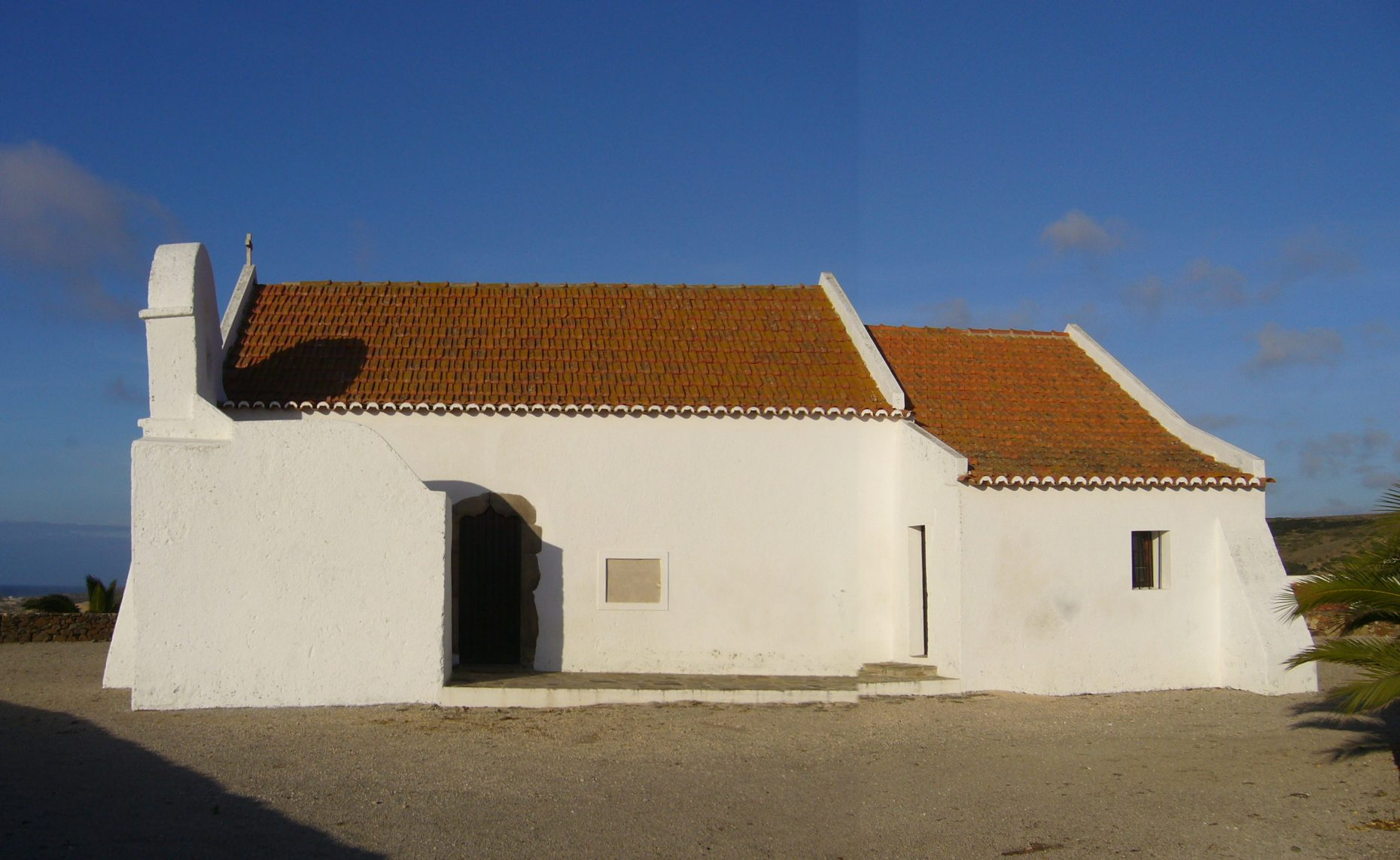
A igreja  da Carrapateira, Bordeira , Aljezur
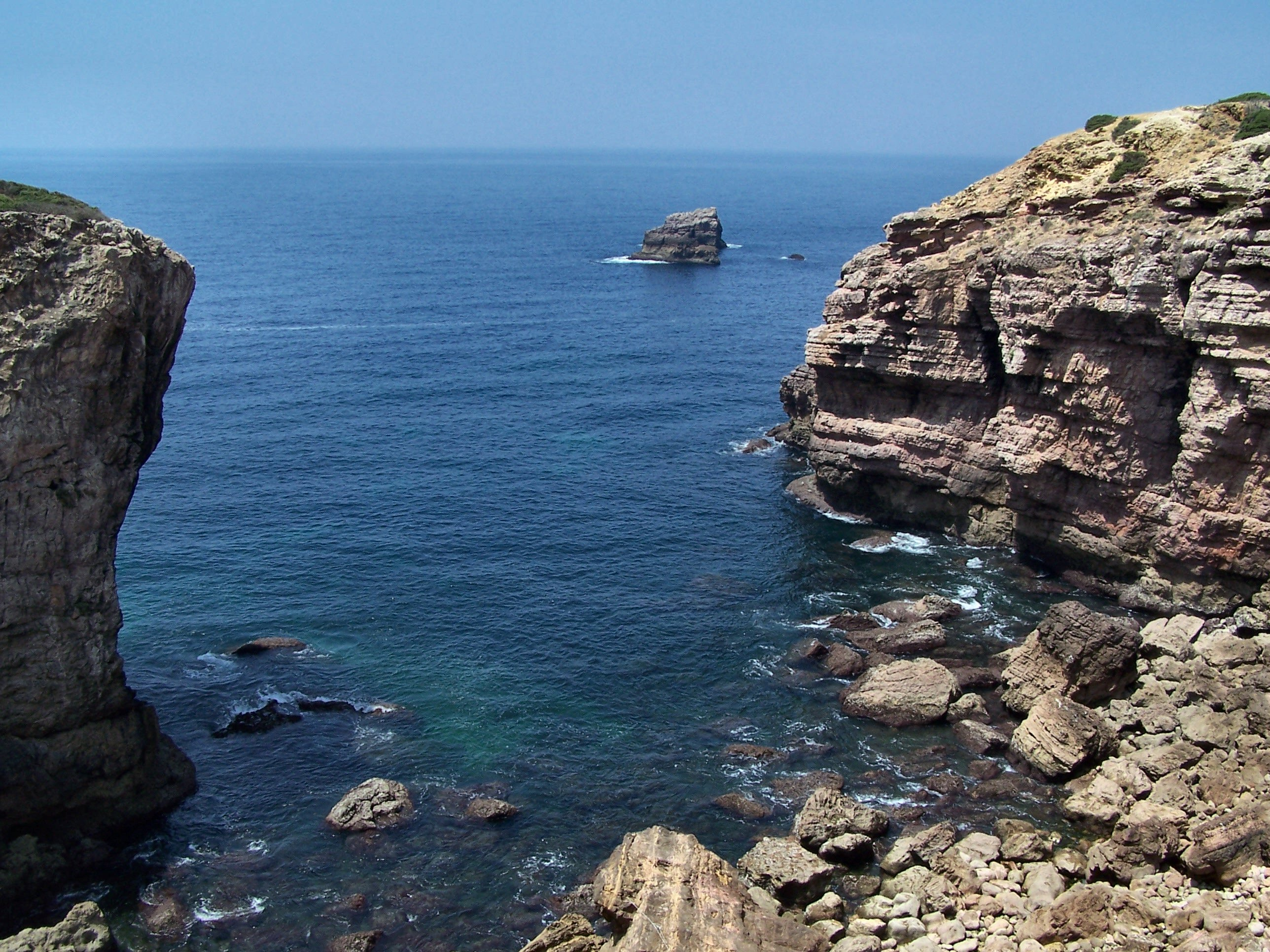
Carrapateira
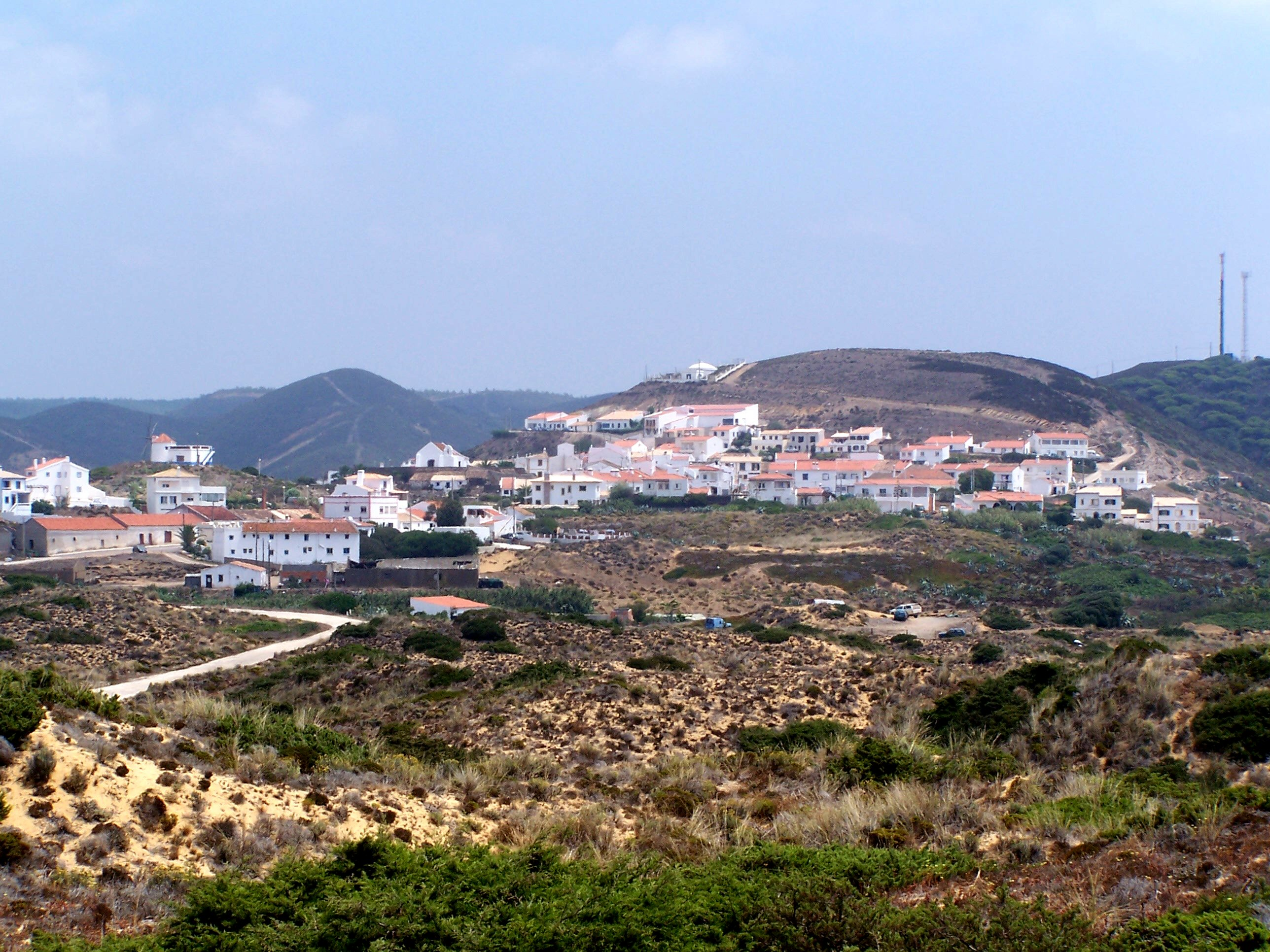
Carrapateira
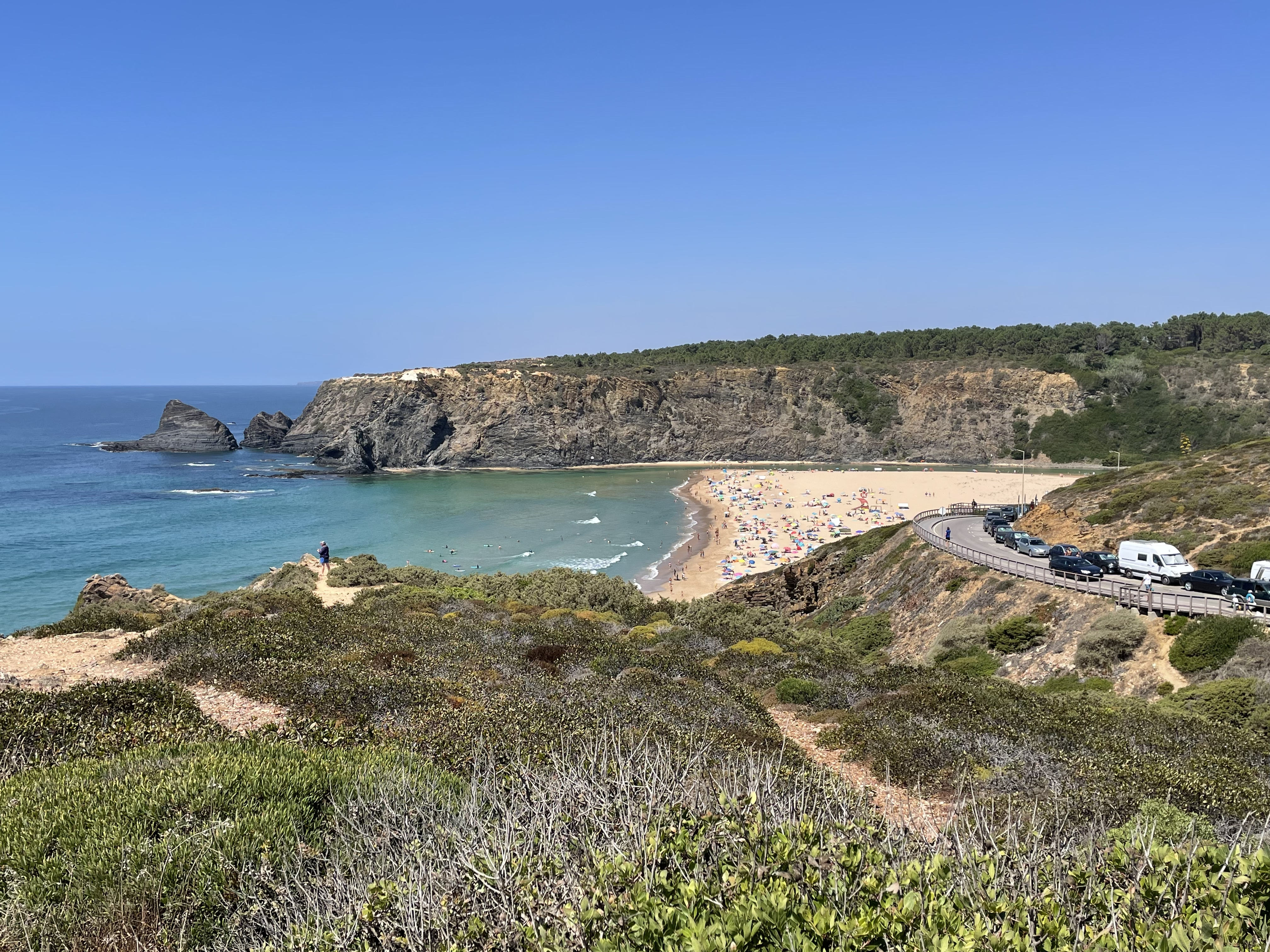
Praia de  Odeceixe
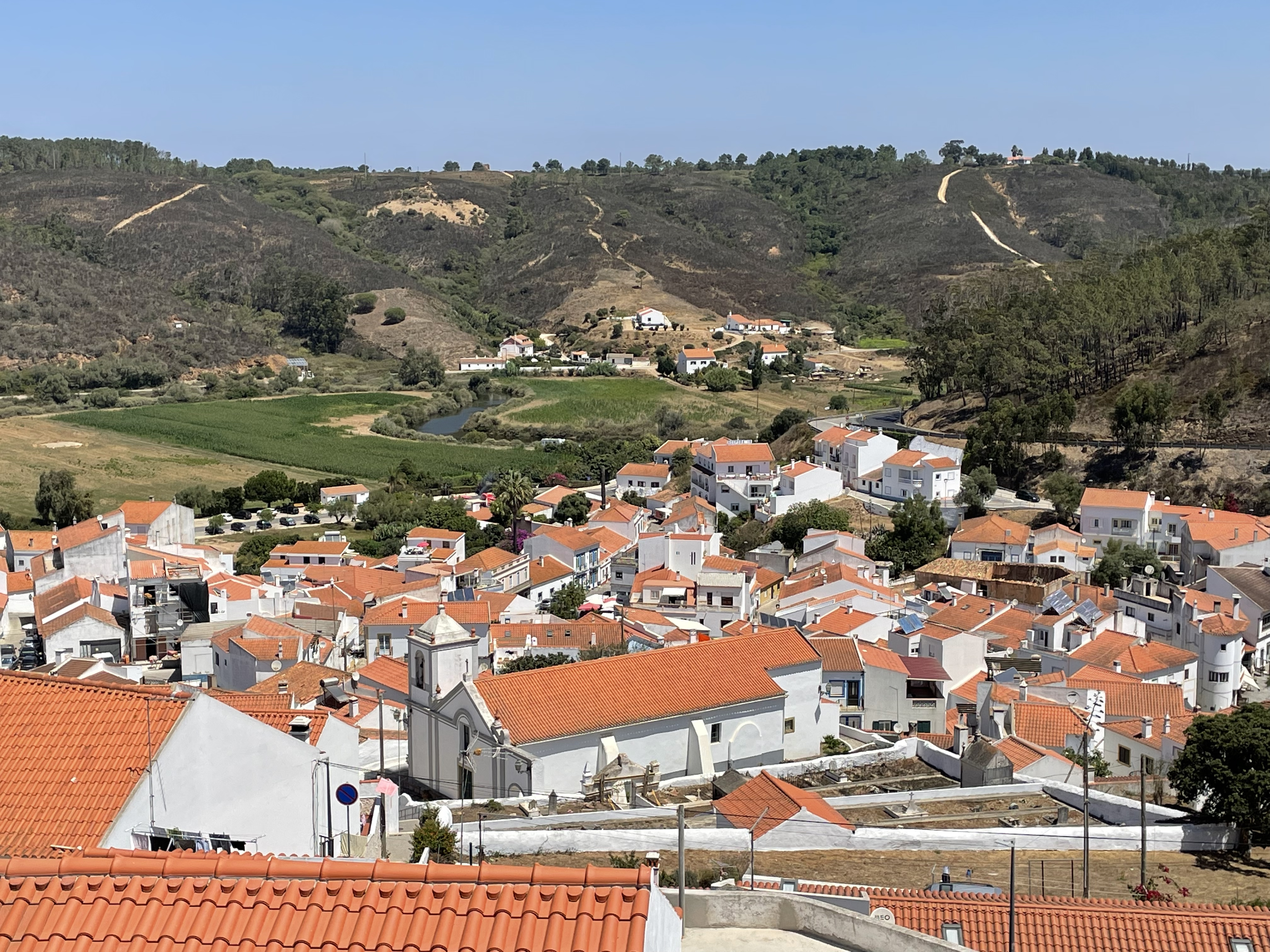
Odeceixe
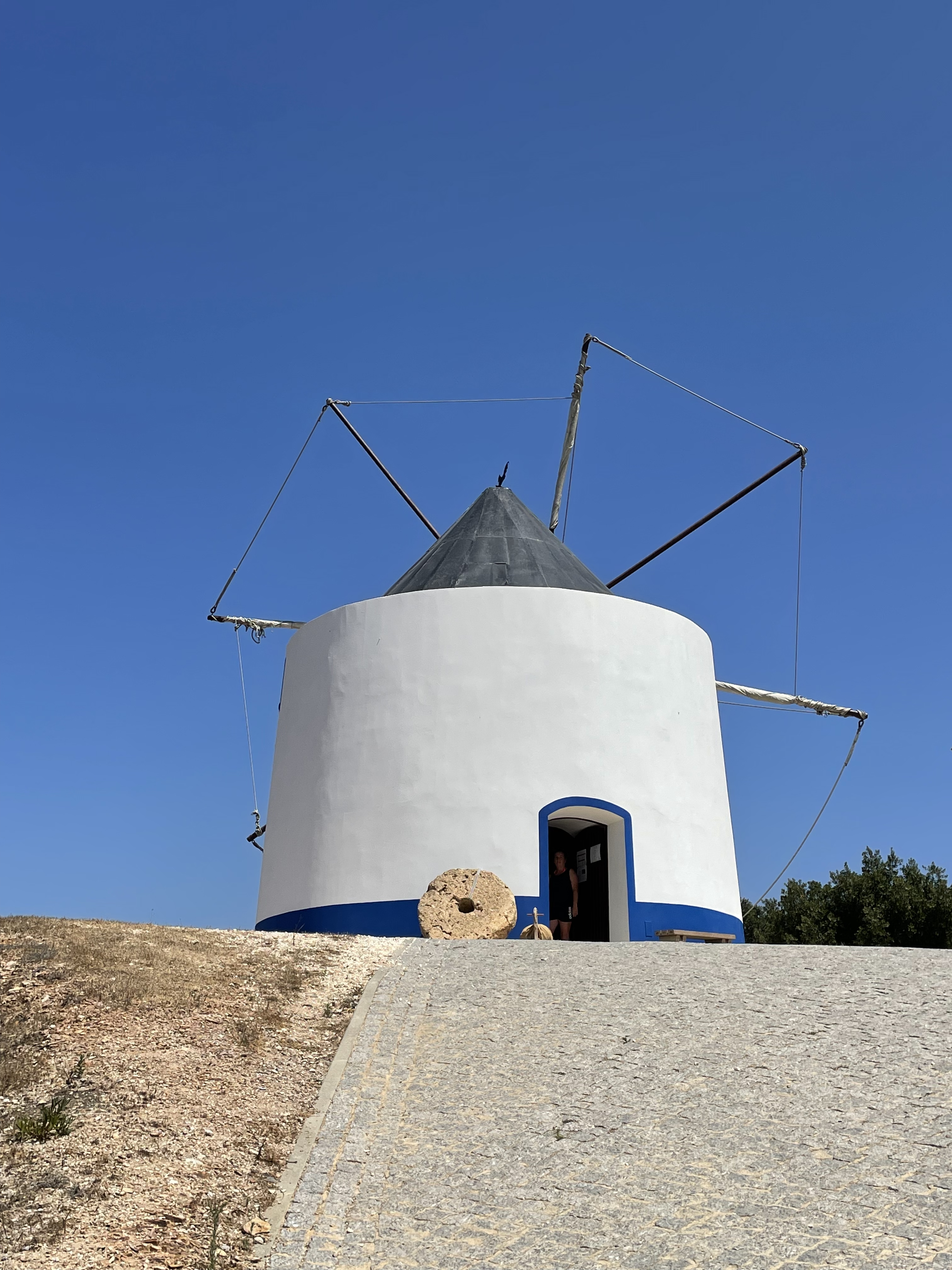
Moinho de  Odeceixe
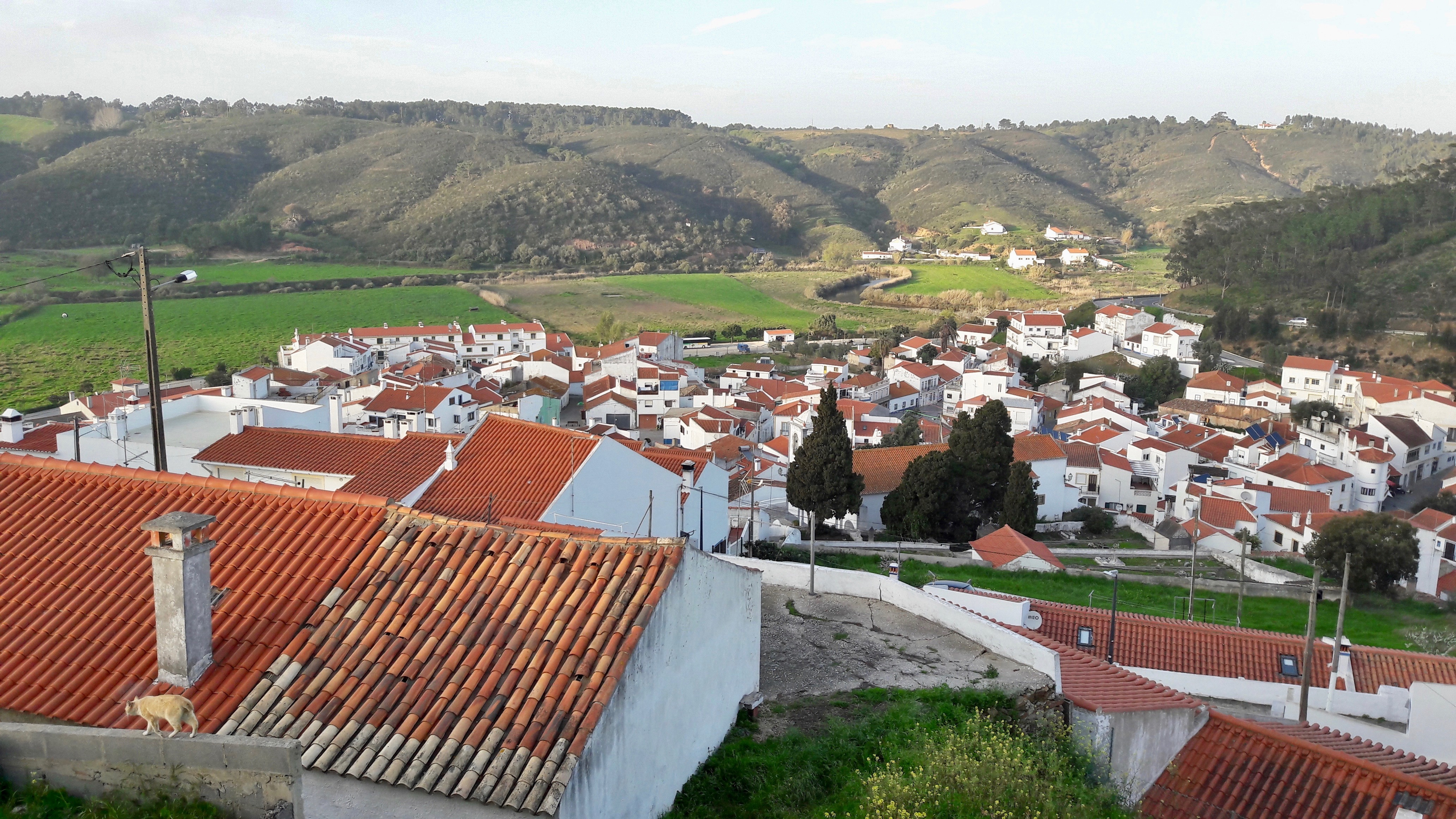
Vista de  Odeceixe
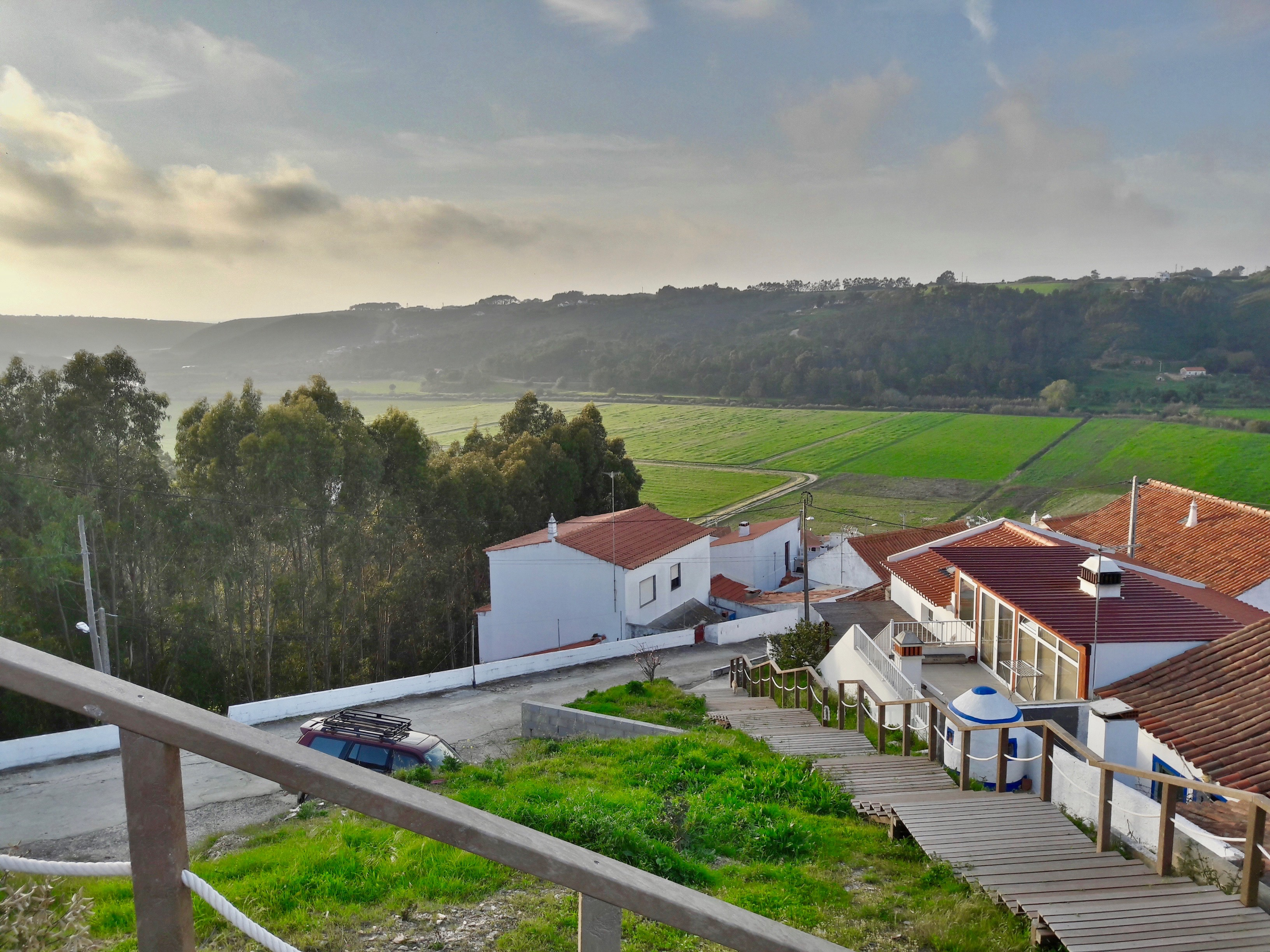
Vista de  Odeceixe